# Мескурей
Мескурей (рум. Măscurei) — село у повіті Васлуй в Румунії. Входить до складу комуни Погана.
Село розташоване на відстані 239 км на північний схід від Бухареста, 36 км на південний захід від Васлуя, 90 км на південь від Ясс, 109 км на північ від Галаца.

## Населення
За даними перепису населення 2002 року у селі проживали 648 осіб, усі — румуни. Усі жителі села рідною мовою назвали румунську.